# Itapissuma (ort)
Itapissuma är en ort i Brasilien.   Den ligger i kommunen Itapissuma och delstaten Pernambuco, i den östra delen av landet, 1 700 km nordost om huvudstaden Brasília. Itapissuma ligger 13 meter över havet och antalet invånare är 16 673.
Terrängen runt Itapissuma är platt. Runt Itapissuma är det tätbefolkat, med 659 invånare per kvadratkilometer.. Närmaste större samhälle är Paulista, 18,4 km söder om Itapissuma.
Omgivningarna runt Itapissuma är en mosaik av jordbruksmark och naturlig växtlighet.